# Andrzej Langner

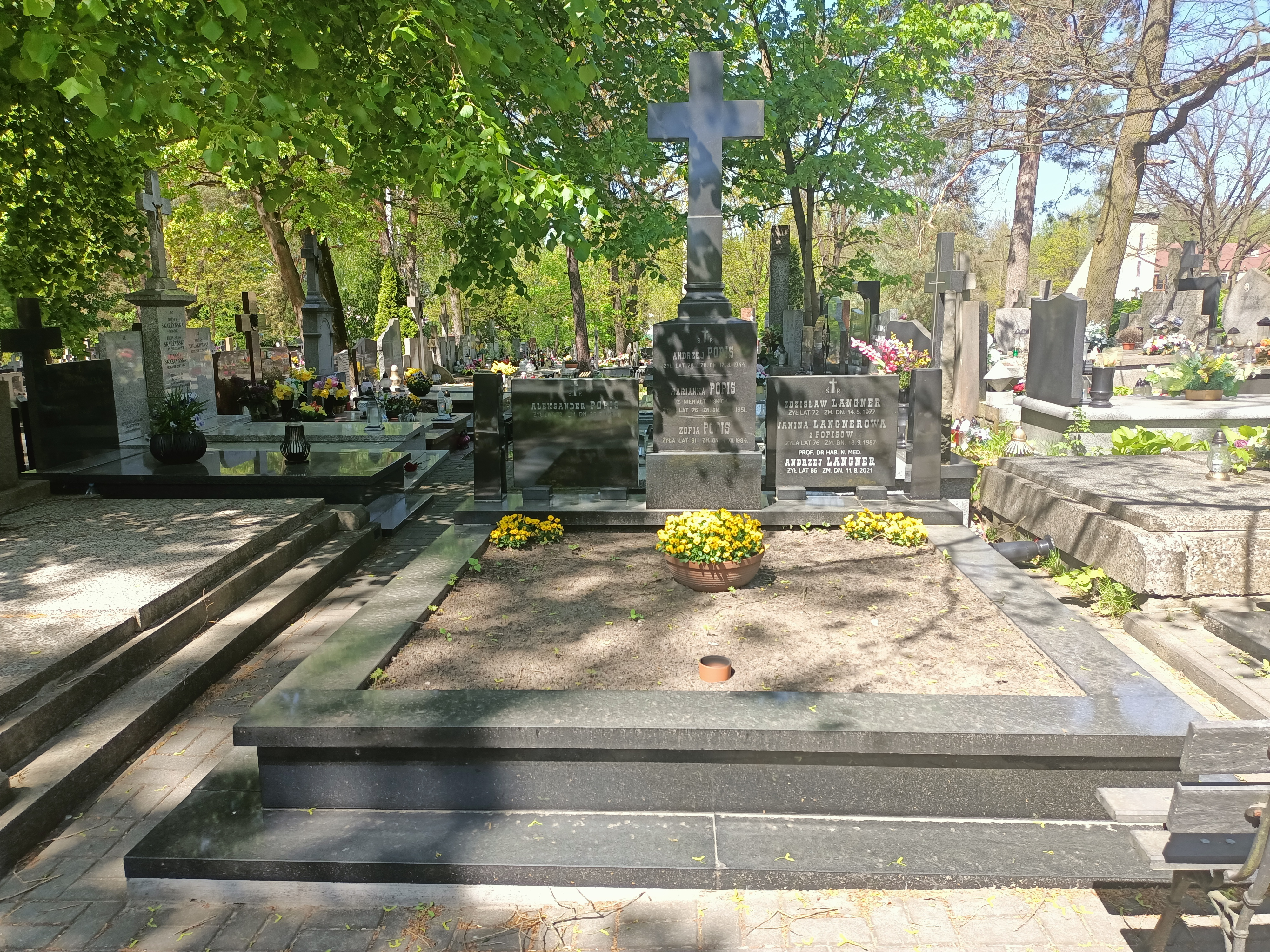
Grób Andrzeja Langera na cmentarzu parafialnym w Falenicy Aleksandrowie

Andrzej Włodzimierz Langner (ur. 28 lutego 1935, zm. 11 sierpnia 2021) – polski lekarz dermatolog, profesor nauk medycznych, pracownik i wykładowca Akademii Medycznej w Warszawie.

## Życiorys
W 1959 r. ukończył studia na Wydziale Lekarskim Akademii Medycznej w Warszawie, po studiach zaczął się specjalizować w dermatologii oraz wenerologii, uzyskując specjalizację II stopnia. W 1967 roku obronił rozprawę doktorską pt. „Badania nad mechanizmem akantozy i proliferacji przednowotworowej”. Przedmiotem pracy habilitacyjnej z 1975 była immunologia chłoniaków. Zawodowo był związany z Kliniką Dermatologiczną Akademii Medycznej w Warszawie. W 1984 r. uzyskał tytuł naukowy profesora.
Od 1989 był członkiem Komisji Rejestracji Leków, a w 1990 r. założył pierwszą prywatną klinikę dermatologiczną w Polsce, której był dyrektorem.
Autor ok. 350 publikacji naukowych.